# Bunkertor 7
Bunkertor 7 (нем. ворота бункера номер 7) — второй студийный альбом немецкой группы Wumpscut, вышедший в 1995 году на собственном лейбле Руди Ратцингера (единственного участника Wumpscut) Beton Kopf Media.

## Об альбоме
Bunkertor 7 переиздавался множество раз разными лейблами для разных стран. В частности, существует издание с названием Bunker Gate Seven, отличающиеся от оригинала обложкой, наличием пары бонус-треков и версией песни Die In Winter, а также тем, что выходило оно только в Северной Америке.

## Список композицийBunkertor 7
1. «Open Gate» — 1:18
2. «Torn Skin» — 5:30
3. «Dying Culture» (Second Movement) — 4:18
4. «Bunkertor 7» (German Texture) — 4:41
5. «Mortal Highway» — 4:47
6. «Corroded Breed» — 4:16
7. «Die in Winter» — 4:48
8. «Bunkertor 7» (Reprised) — 4:59
9. «Capital Punishment» — 5:49
10. «Thorns» — 5:51
11. «Tell Me Why» — 4:22
12. «Close Gate» — 0:59

## Список композицийBunker Gate Seven
1. Open Gate
2. Dying Culture (second movement)
3. Bunker Gate Seven (german texture)
4. Capital Punishment
5. Die In Winter
6. Mortal Highway
7. Torn Skin
8. Corroded Breed
9. Bunker Gate Seven (scfm texture)
10. Die In Winter (Haujobb edit 2)
11. Thorns
12. Bunker Gate Seven (reprised)
13. Tell Me Why
14. Close Gate
15. Red Water